# 梅利尼齊亞河
梅利尼齊亞河（烏克蘭語：Мельниця），是烏克蘭的河流，位於該國西北部，屬於戈倫河的左支流，發源自小斯季金，流經羅夫諾州，河道全長39公里，流域面積432平方公里。